# Наскальные изображения Башкызылсая

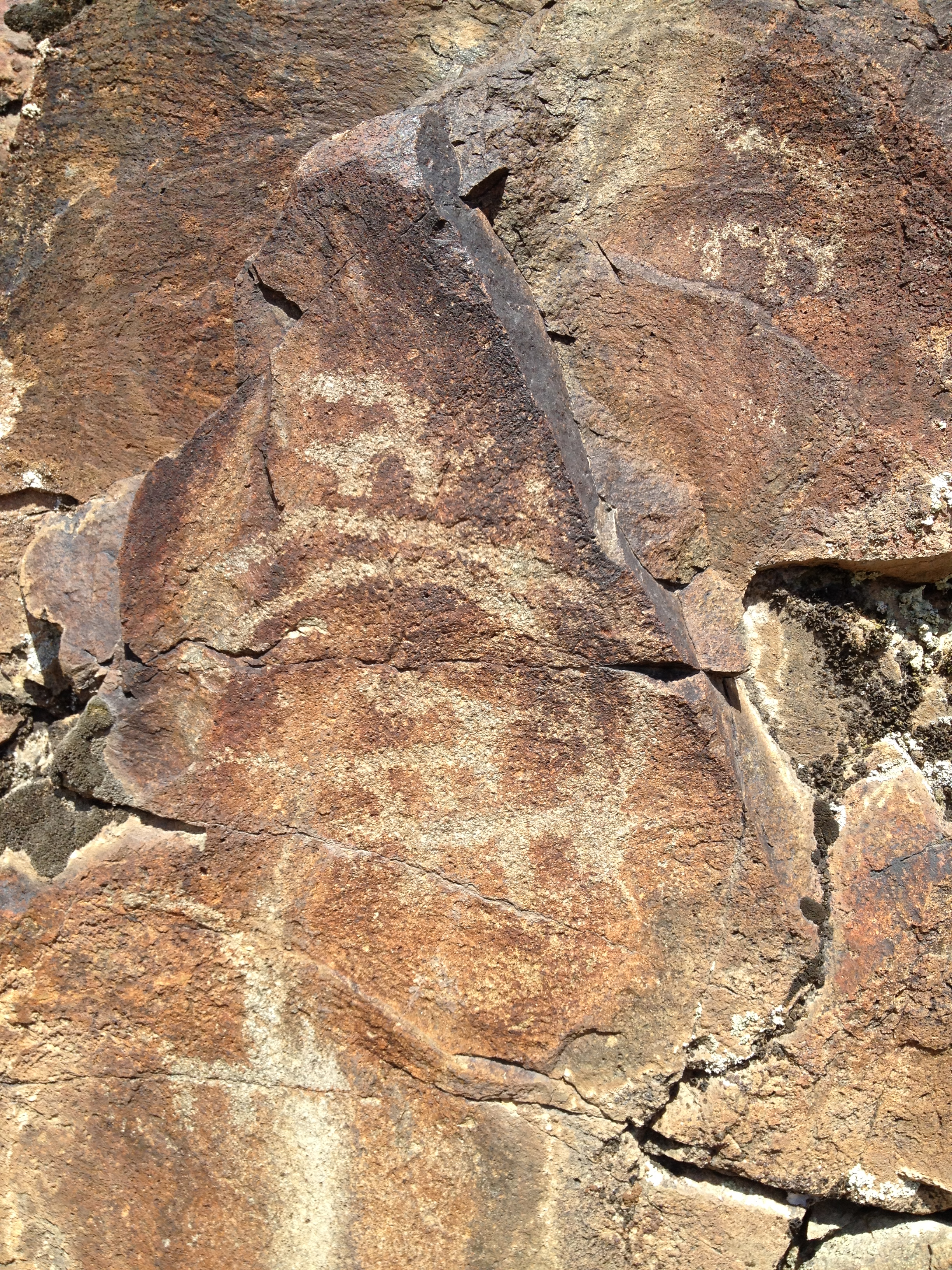
Группа петроглифов на одном камне, Башкызылсай

Наска́льные изображе́ния Башкызыласа́я, Башкызылса́йские петроглифы (узб. Boshqizilsoy rasmlari, Бошқизилсой расмлари) — археологический памятник в Паркентском районе Ташкентской области, петроглифы, выполненные на скалах в ущелье реки Башкызылсай. Создание рисунков относится к периодам древности и раннего средневековья.

## Местонахождение

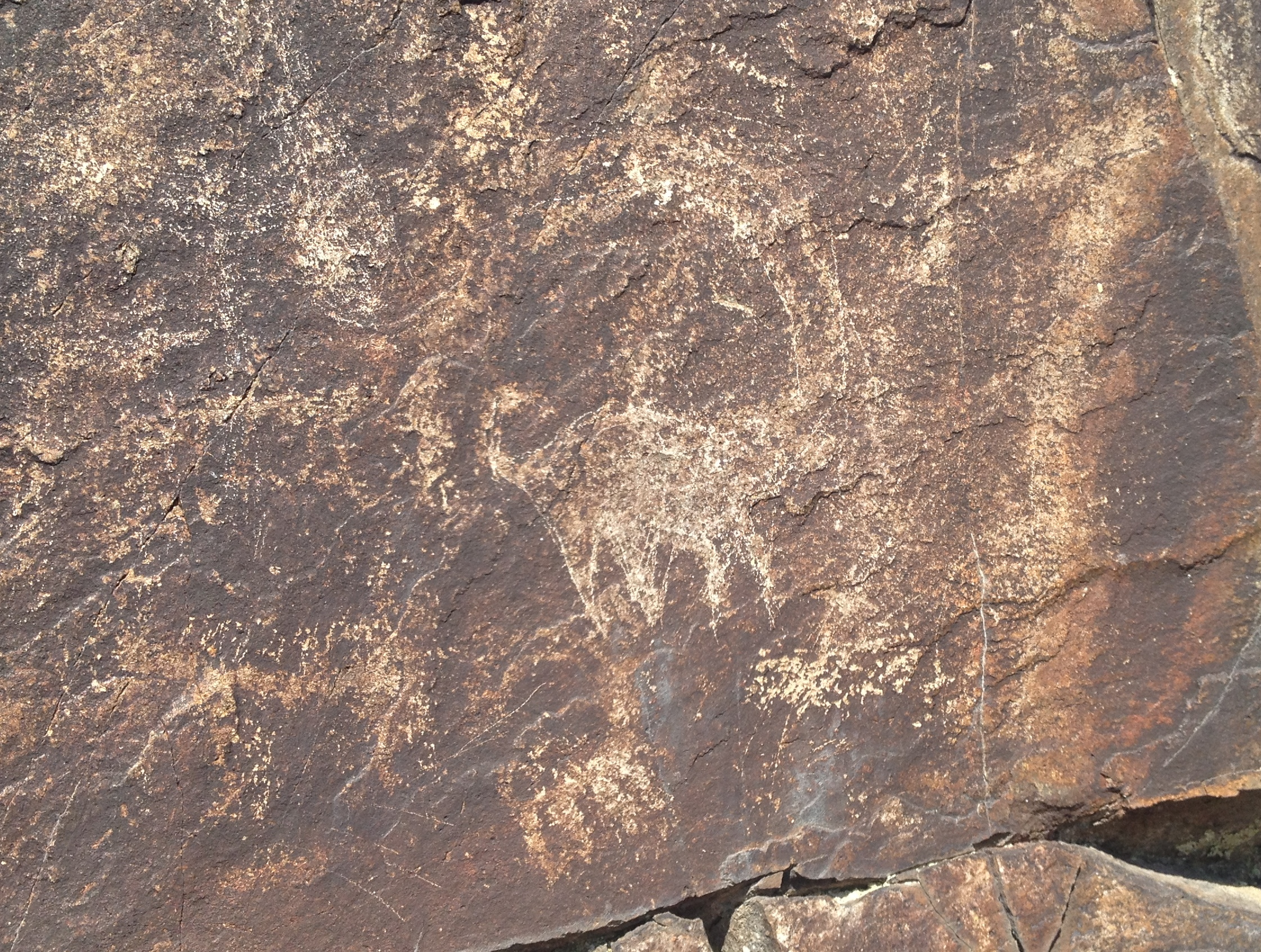
Вандализированный петроглиф в Башкызылсае (поверх прорисовки ног животного нанесены царапины)

Археологический памятник находится в восточной части Паркентского района Ташкентской области, близ кишлака Невич, в 70—80 км от Ташкента и в 25—30 км от города Паркент. Рисунки выполнены на скалах юго-западного склона Чаткальского хребта, образующих ущелье Башкызылсая (название реки Кызылсай в верхнем течении), на его правом берегу.

## История изучения
Наскальные изображения Башкызылсая были открыты А. Мирмухаммедовым в 1934-м году. В 1965 году обследование памятника провёл Е. Г. Пругер. В работе «Археологические памятники Ташкентской области» сообщается, что в 1969-м году А. Кабиров провёл подсчёт количества петроглифов, которое превысило 600. По данным «Национальной энциклопедии Узбекистана» А. Кабиров проводил исследования наскальных рисунков в 1966-м и 1971—1972-м годах (там же даётся оценка общего количества рисунков, как превышающее 400).

## Датировка
Башкызылсайские петроглифы создавались с начала I тысячелетия до н. э. до середины I тысячелетия н. э., что соответствует периодам древности и раннего средневековья. Большая часть изображений относится к VI—I[уточнить] векам, имеются также изображения I[уточнить]—VIII века.

## Техника выполнения и содержание
Петроглифы имеют контурный характер, выдолблены на скалах техникой скола.

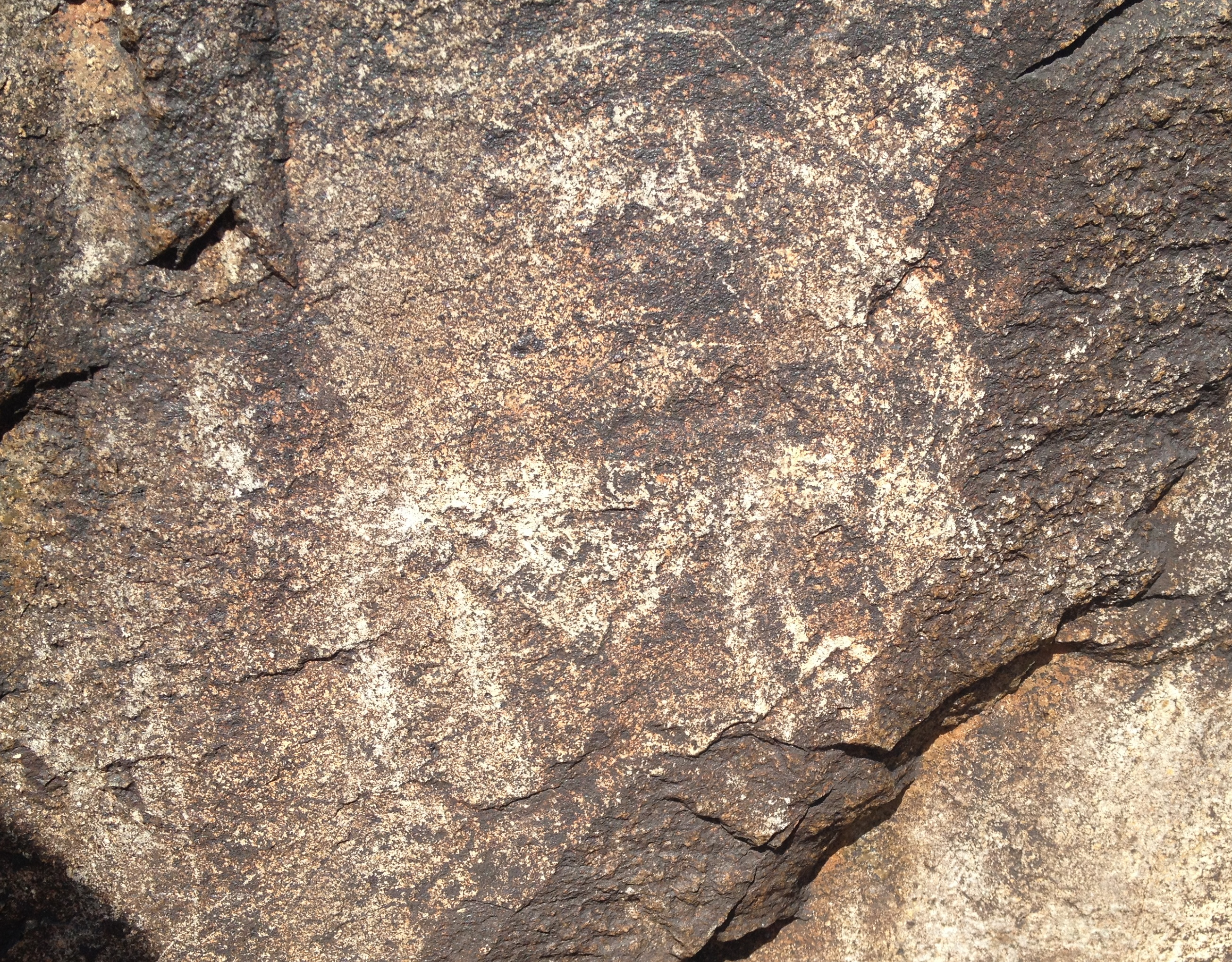
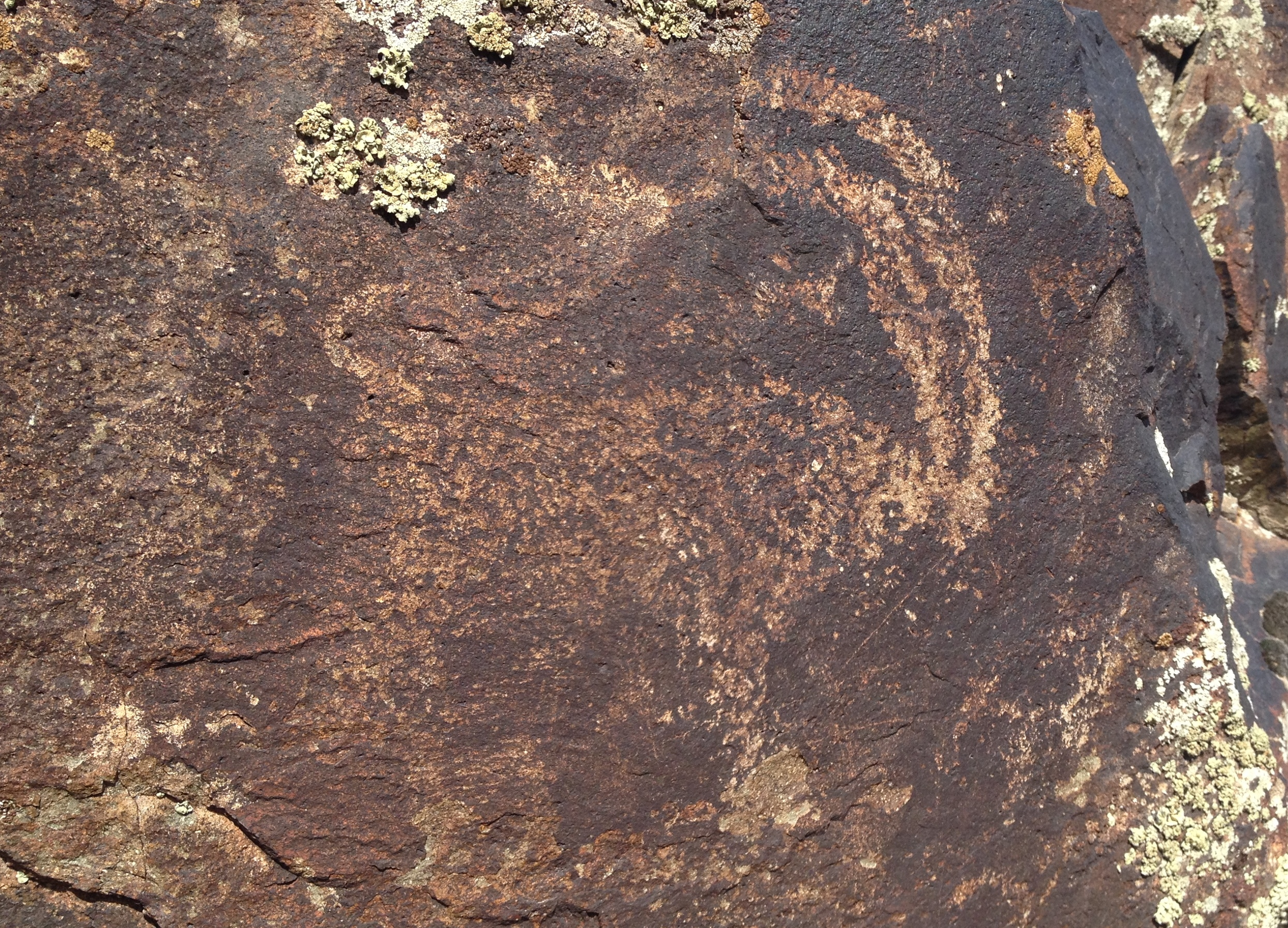
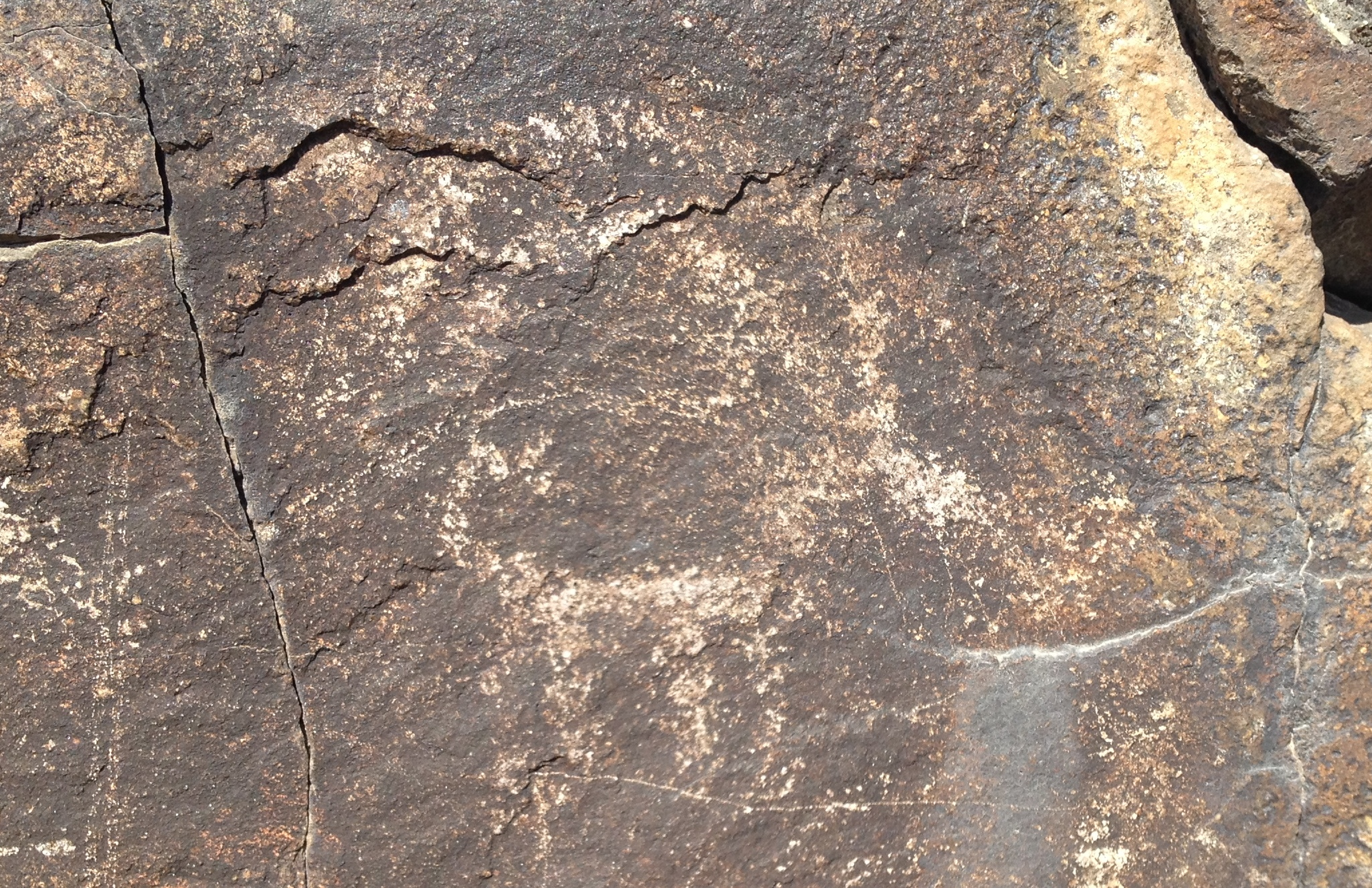

Среди рисунков имеются круговые солярные символы, изображения человека, домашних и диких животных (лошадь, собака, волк, снежный барс, горный козёл, архар, олень, кабан), изображения-сцены. Содержание изображений-сцен в работе «Археологические памятники Ташкентской области» характеризуются как неясное. По данным «Национальной энциклопедии Узбекистана», среди них имеются картины отправления религиозных обрядов, охоты, скотоводства, запирания табунов в загон, нападения снежного барса на горных козлов.